# Normobaria

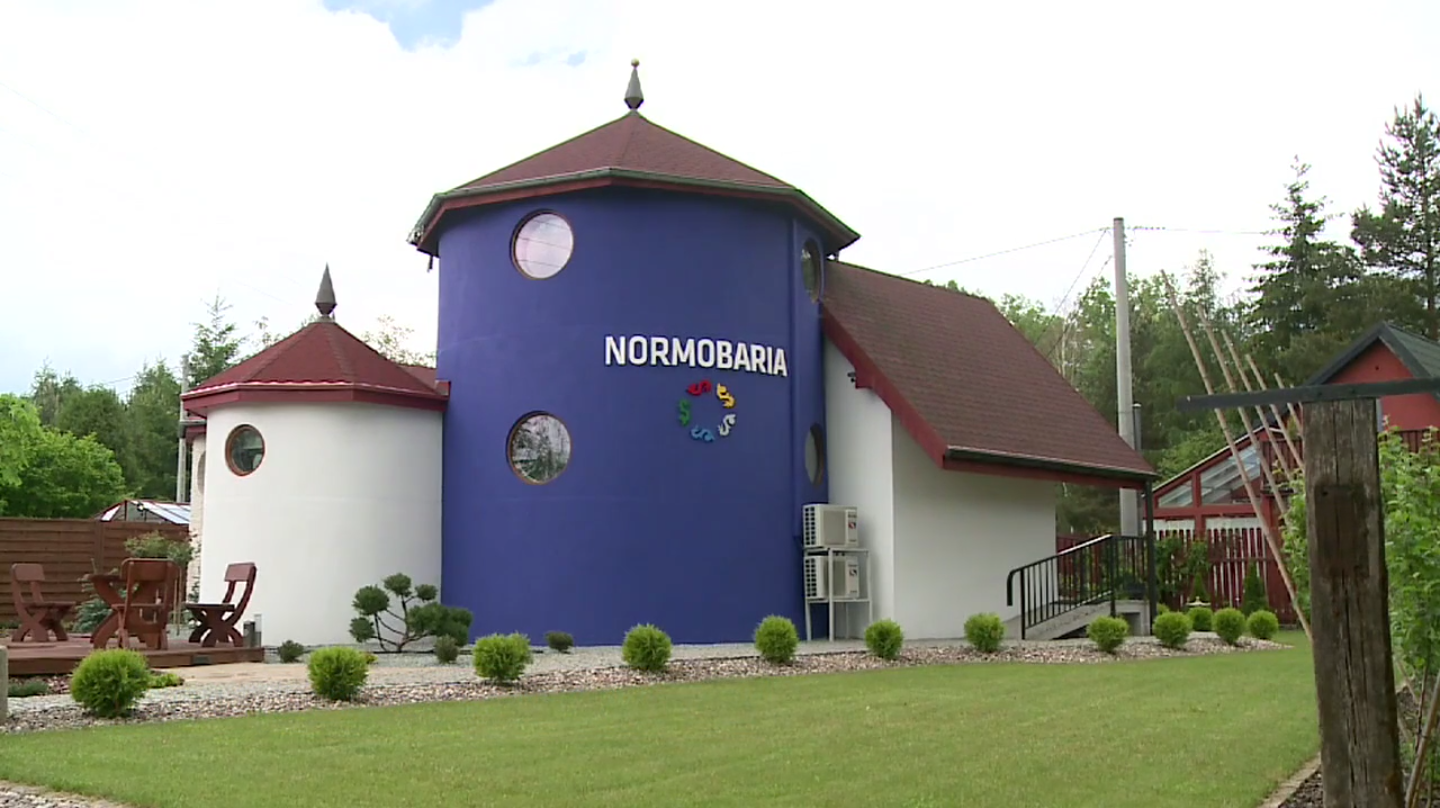
Pierwszy na świecie dom z napisem "normobaria" (gdyż wszystkie zwykłe domy na Ziemi są normobaryczne), zbudowany przez Jana Pokrywkę w 2013 r. w Szalejowie Górnym

Normobaria – tlenoterapia prowadzona w komorach pod ciśnieniem atmosferycznym, czyli między hiperbarią a hipobarią.
Nazwa „normobaria” jest również stosowana jako określenie terapii w komorach umiarkowanie hiperbarycznych (nadciśnieniowych),  ang. mild hyperbaric oxygen therapy, w atmosferze ze zwiększonym udziałem tlenu i z podwyższonym nieco (a nie normalnym) ciśnieniem atmosferycznym: 1266–1317 hPa, która była też badana na myszach i szczurach.

## Wpływ na organizm człowieka
Większość badań ewentualnych efektów jest wykonywana na organizmach modelowych. W małym (17 uczestników), pilotażowym, jednogrupowym badaniu u przebywających w atmosferze ze zwiększonym udziałem tlenu stwierdzono statystycznie istotne różnice pomiędzy wartościami części z mierzonych funkcji poznawczych (przetwarzanie informacji wizualnych, funkcjonowanie uwagi, epizodyczna pamięć werbalna), a także wszystkich tych funkcji razem. Nie wiadomo czy zaobserwowane różnice nie były jedynie wynikiem efektu praktyki (nie podano informacji czy efekt był kontrolowany). Z badanych parametrów biochemicznych (stresu oksydacyjnego i poziomu neurotrofin), wykazano również zmianę wartości większości np. dysmutazy ponadtlenkowej miedzi i cynku (CuZn-SOD-1), syntazy tlenku azotu 2 (NOS-2) i neurotrofiny-4 (NT 4), ale nie – syntazy tlenku azotu 3 (NOS-3) i neurotrofiny-3 (NT 3). Mierzono też wiele innych parametrów hemodynamicznych i autonomicznych układu sercowo-naczyniowego (generalnie brak zmian) oraz składu ciała (zmiana tylko w wadze ciała i procentowym udziale tkanki tłuszczowej). Podczas porównań poszczególnych zmiennych zignorowano problem porównań wielokrotnych, co oznacza że wykazane różnice w pomiarach mogą być nieistotne statystycznie.

## Krytyka

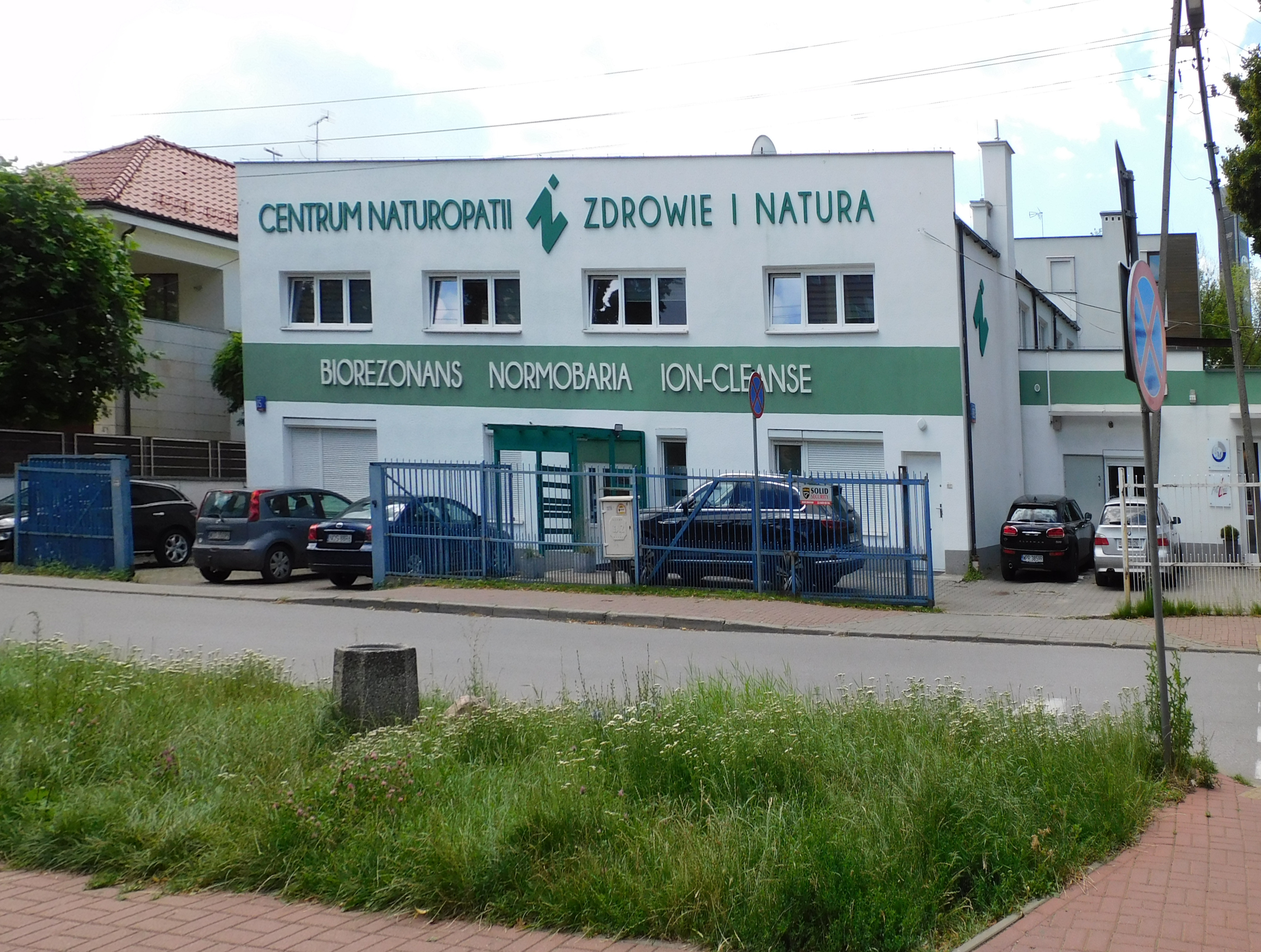
Tzw. „normobaria” jest stosowana w placówkach medycyny alternatywnej

Brak badań naukowych, które potwierdzałyby skuteczność normobarii jako metody terapeutycznej u ludzi.